# Lirceus louisianae
Lirceus louisianae là một loài chân đều trong họ Asellidae. Loài này được Mackin & Hubricht miêu tả khoa học năm 1938.